# Rareș Dumitrescu
Rareș Dumitrescu (* 24. prosince 1984 Brašov, Rumunsko) je bývalý rumunský sportovní šermíř, který se specializoval na šerm šavlí. Rumunsko reprezentoval od roku 2005 osm let. Na olympijských hrách startoval v roce 2008 a 2012 v soutěži jednotlivců a družstev. V soutěži jednotlivců se na olympijských hrách 2012 probojoval do souboje o bronzovou olympijskou medaili a obsadil čtvrté místo. V roce 2009 obsadil druhé místo na mistrovství světa v soutěži jednotlivců. S rumunským družstvem šavlistů vybojoval na olympijských hrách 2012 stříbrnou olympijskou medaili, v roce 2009 titul mistra světa a v roce 2006 titul mistra Evropy.